# Tégely

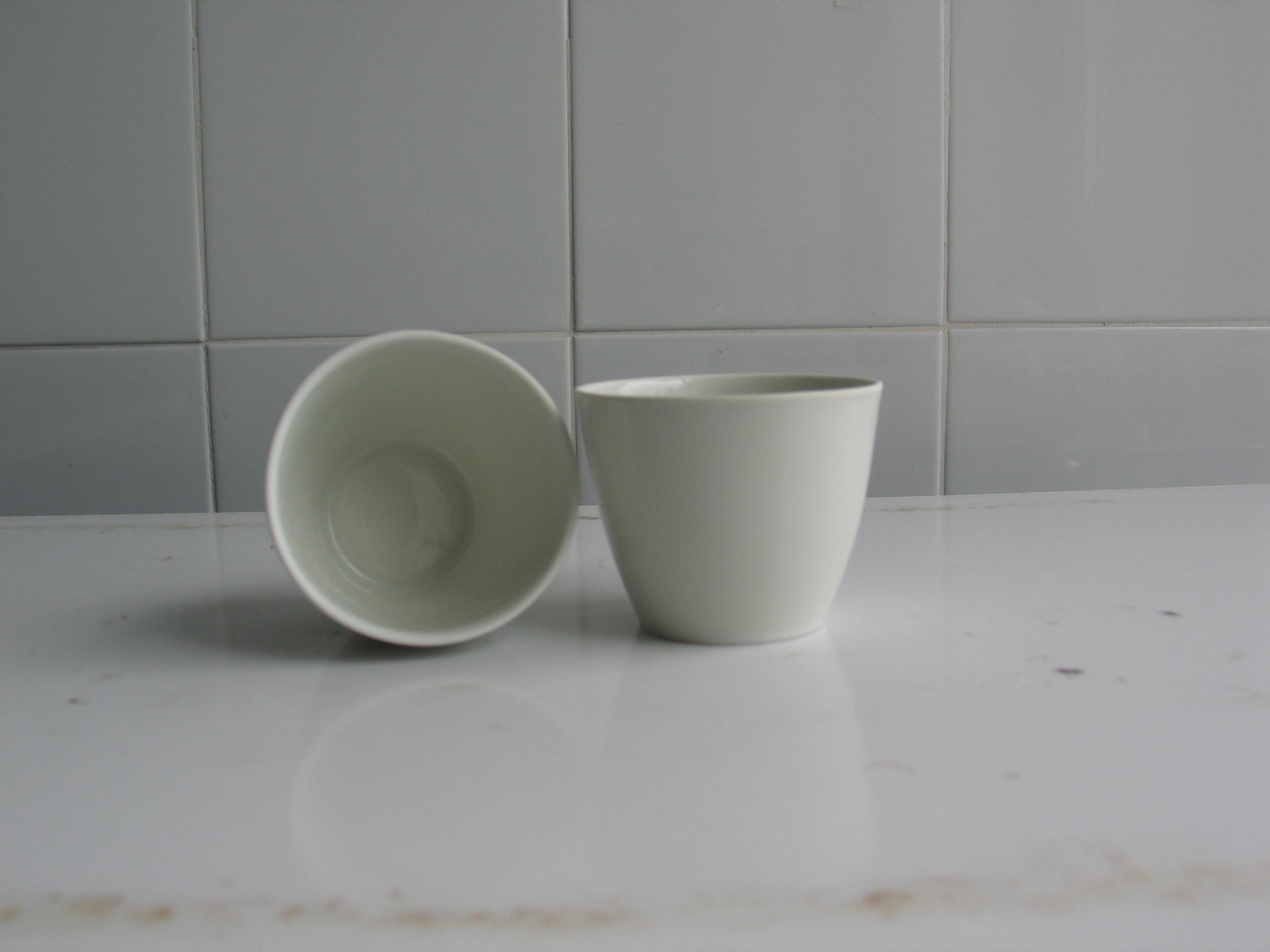
Laboratóriumi izzítótégelyek.

A tégelyek a kémiai laboratóriumokban használatos edények egyik típusa. A tégelyeket anyagok kemencében való hevítésére, izzítására, hamvasztására használják. Több méretben is készítik őket. Az anyagveszteség megakadályozására tégelyfedők szolgálnak.
A tégelyek többnyire porcelánból készülnek, de platina, irídium, más nemesfém, de kvarc, öntöttvas és hőálló fém-oxid is lehet az anyaguk. A porcelántégely nem alkalmas erősen lúgos anyagok olvasztására, mivel a lúgos ömledékek a porcelánt megtámadják. Ilyen esetben vastégely használható. Platinatégely használatakor ügyelni kell arra, hogy az izzó platina könnyen ötvöződik más fémekkel és szénnel is, ami rontja a tégely anyagának fizikai és kémiai ellenállóképességét.
A tégelyeket felmelegítve erre a célra kialakított tégelyfogóval fogják meg. Bunsen-égőn vagy más laboratóriumi hőforráson való melegítésére drót-, porcelán- vagy kerámiaháromszöget használnak.